# Viatxeslav Kurennoi
Viatxeslav Kurennoi   (Moscou, 10 de desembre de 1932 - Moscou, 23 de desembre de 1992) fou un nedador i waterpolista rus que va competir sota bandera de la Unió Soviètica durant les dècades de 1950 i 1960.
Com a waterpolista destaquen dues participacions als Jocs Olímpics d'Estiu. El 1956, a Melbourne, guanyà la medalla de bronze, mentre el 1960, a Roma, guanyà la de plata. També guanyà una medalla de bronze al Campionat d'Europa de 1958. i tres campionats nacionals de waterpolo, el 1956, 1959 i 1963.
Com a nedador destaca una medalla de bronze al Campionat d'Europa de natació de 1954 i el campionat nacional dels 4x200 metres de 1952 i dels 100 metres lliures el 1953. El 1954 va establir el rècord nacional dels 400 metres lliures i va posseir el rècord d'Europa dels 4x100 metres lliures en dues ocasions.